# Cừu Argali
Cừu Argali (Ovis ammon) là một loài động vật có vú trong họ Bovidae, bộ Artiodactyla. Loài này được Linnaeus mô tả năm 1758. Loài cừu này sinh sống ở cao nguyên Trung Á (Tây Tạng, Altay, Hymalaya). Cừu trưởng thành cao 85–135 cm đếm vai và dài 136–200 cm (4–7 ft) dài từ đầu đến gốc đuôi. Con cái nhỏ hơn nhiều so với con đực, đôi khi chỉ có cân nặng bằng một nửa cân nặng cừu đực. Cừu cái có thể có cân nặng từ 43,2–100 kg (95-220 lb) và cừu đực thường có cân nặng 97–182 kg (214-401 lb), với khối lượng tối đa đến 216 kg (476 lb).